# Kalenjin
I Kalenjin o Kalenji sono un popolo keniota del gruppo nilotico, a sua volta suddiviso in vari sottogruppi, che vivono nella zona centrale della Rift Valley.
In realtà, i kalenjin non formano un vero e proprio gruppo omogeneo. Questi piccoli gruppi etnici sono stati accorpati al tempo della colonia considerando la continuità geografica delle terre da loro abitate e una certa omogeneità di lingua – nilotica - e storia. I gruppi che formano i kalenjin sono: 
- Elgeyo,
- Endorois,
- Kipsigis,
- Marakwet,
- Nandi,
- Sabaot,
- Terik,
- Tugen.

Nel passato, a questa lista, venivano aggiunti i pokot, che però rifiutano di essere considerati kalenjin. Il governo del Kenya ha spesso accorpato i pokot per soli scopi politici.
Vari gruppi politici sostengono l'idea dei kalenjin come membri di uno stesso popolo e parlanti tutti un dialetto del gruppo Nandi. Questa campagna viene portata avanti – ufficialmente - per dare una voce più forte ai vari sottogruppi. In realtà, la mira politica è quella di creare una zona libera da altre etnie e di permettere a vari potentati economici di avere libertà nello sfruttamento economico delle risorse dei distretti abitati dai kalenjin. Le recenti pulizie etniche della regione ne sono un esempio.

## Kalenjiin famosi
Daniel Toroitich arap Moi, presidente del Kenya dal 1978 al 2002, è di etnia Kalenji.
I Kalenjin sono noti per le loro prestazioni nell'atletica leggera, in particolare nelle gare di mezzofondo e fondo: dalle Olimpiadi di Seul 1988 a quelle di Londra 2012, il Kenya ha vinto 48 medaglie su 126 possibili (il 38%) nelle gare maschili dagli 800 m in su, e la gran parte di questi kenioti vincenti è di etnia Kalenji.

## Società
La società kalenjin è variegata, presentando tipologie molto diverse tra loro. Questo sta però cambiando. Il passaggio sempre più marcato da un'economia pastorale a quella agricola, l'omogeneizzazione di varie strutture sociali – dall'iniziazione al matrimonio – e la più forte partecipazione alla vita della nazione – uso dell'inglese e del swahili – stanno facendo scomparire i tratti di più forte differenziazione tra i vari gruppi kalenjin.
Un altro fattore unificatore è la religione. Nel passato, tutti i kalenjin erano monoteisti e pregavano il dio Assis. Assis era il creatore. Il nome assis vuol dire anche sole, e molti hanno creduto che i kalenjin adorassero l'astro solare. Il sole va invece visto come il simbolo della potenza di Dio, così come altri popoli hanno da sempre identificato Dio, persona, con i cieli, luogo dove abiterebbe. Oggi i kalenjin sono in maggior parte cristiani e questa nuova identità crea un nuovo legame tra i diversi gruppi. 

## I sottogruppi

### Elgeyo
Gli elgeyo vivono nel distretto di Keiyo, non lontano da Eldoret. Praticano la pastorizia, ma ultimamente molti hanno iniziato a coltivare i propri terreni. Il passaggio verso l'agricoltura è iniziato fin da prima dell'era coloniale. Gli elgeyo persero infatti gran parte dei loro territori di pascolo per la migrazione che ha portato i masai ad occupare parte di questi terreni nella zona orientale della Rift Valley.

### Endorois
Gli endorois sono un piccolo gruppo di circa 60.000 persone che vivono lungo le coste del Lago Bogoria e nelle sue vicinanze. Gli endorois sono pastori. Discriminati dai vari governi che si sono succeduti, e incapaci di confrontarsi con i vari potentati economici che vogliono sfruttare il loro territorio, gli endorois hanno ultimamente iniziato a reagire contro il governo per la perdita dei pascoli – che loro considerano territorio ancestrale – e per l'esclusione della loro comunità dai proventi della vendita di rubini e altri materiali minerari ottenuti sempre all'interno del loro territorio ancestrale.

### Kipsigis
Originariamente, i kipsigis erano pastoralisti. L'attività predominante è oggi quella agricola, con una preponderanza di famiglie che si dedicano alla coltivazione del tè. I kipsigis sono giunti nell'area che occupano oggi verso il XVIII secolo. Oggi, i kipsigis si trovano sugli altipiani di Kericho da Timboroa al fiume Mara. Vi cono comunità kipsigis anche nelle vicinanze di Kitale, Nakuru, Narok, nel distretto del Trans Mara, Eldoret e sulle colline Nandi.

### Marakwet
I marakwet vivono lungo la Valle del Keryo, ma occupano anche vaste aree delle Colline Cherengani, nei distretti di Marakwet e Cherengani della Rift Valley. I marakwet si suddividono a loro volta in sottogruppi (almoo, cherengany, endoow, markweta, sombirir, e kiptaani). Una volta pastoralisti, i marakwet hanno abbracciato l'agricoltura. Notevole è il sistema di irrigazione a caduta nella valle di Tot. Il sistema di canali scavati nella roccia o lungo i poderi e rivestiti di sassi, è considerato da alcuni studiosi vecchio di almeno quattro secoli.

### Nandi
I nandi occupano le Colline Nandi, all'interno della Rift Valley. Da sempre pastori sedentari, i nandi praticano anche l'agricoltura. 

### Sabaot
I sabaot occupano le pendici del monte Elgon e oggigiorno il loro territorio è diviso tra Kenya ed Uganda. Con la perdita di parte del territorio, i sabaot hanno dovuto lasciare la pastorizia e abbracciare l'agricoltura. Il terreno, fertile e ben irrigato, ha permesso ottimi risultati, anche economici. Il passaggio culturale non è stato indolore. Molte delle strutture sociali, soprattutto quanto riguardava il potere investito negli anziani, sono state cambiate con una conseguente perdita di valori e un temporaneo smarrimento del ruolo guida degli anziani. La società sabaot è in pieno cambiamento, con un gruppo di giovani che sta prendendo in mano i vari ruoli di leadership, aiutati dal nuovo prestigio sociale accordatogli a causa dei loro studi scolastici.

### Terik
I terik abitano a cavallo tra i distretti Nandi e Kakamega. Secondo varie stime i terik ammonterebbero a circa 120.000 persone. Le loro tradizioni dicono che il popolo proviene dal Monte Elgon e che si è poi mosso verso sud. Stretti tra nandi e luya, i terik hanno sempre combattuto con i loro vicini con varie razzie per ottenere bestiame, donne e altri beni. Sotto la pressione dei luya, i terik si stanno sempre più muovendo verso le zone nandi, e vengono da questi assimilati. La lingua terik ne ha sofferto (oggi, meno di 50.000 persone parlano il terik), anche se negli ultimi anni i terik stanno riscoprendo la loro cultura e tradizioni.

### Tugen
I tugen sono uno dei gruppi più piccoli tra i kalenjin – meno di 60.000 persone – ma anche uno dei più famosi. Daniel Toroitich arap Moi, secondo presidente del Kenya, è un tugen. I tugen abitano i distretti di Baringo e Koibatek, e conservano gelosamente la lingua tugen e conducono una vita agro-pastorale.